# Ностратически езици
Ностратическите езици са хипотетично езиково макросемейство, включващо много от езиците, говорени в Стария свят.
Хипотезата за общ произход на ностратическите езици е предложена от датския езиковед Холгер Педерсен в началото на XX век и е развита по-късно от руски учени, като Владислав Илич-Свитич и Арон Долгополски, които търсят връзки между отдалечени езици и общия им произход преди 14 – 17 хилядолетия. Различни автори отнасят към ностратическите езици индоевропейските, уралските, алтайските (с японския и корейския), картвелските, дравидските, афро-азиатските.
Хипотезата за общия произход на ностратическите езици не е широко приета, главно заради ограничените свидетелства, които не дават възможност за категоричното ѝ приемане или отхвърляне.